# Николо-Погост
Николо-Погост — село в Городецком районе Нижегородской области. Входит в Николо-Погостинский сельсовет.

## История
Является древнейшим селом Нижегородской области (основано в XII веке), находится напротив Балахны на высоком берегу реки Волги недалеко от устья реки Узолы.
В XIII—XIV веках становится административным центром Заузолья.
Николо-Погост известен уникальной церковью.
Первое упоминание о церкви в Николо-Погосте приходится на 1591 год.
Николо-Погост находился на дороге из Городца в Нижний Новгород. Следующий скачок развития село получило после появления в 1641 году знаменитой Макарьевской ярмарки у Макарьев-Желтоводского монастыря.
В XVII веке в Николо-Погосте насчитывалось 440 дворов (с учётом жителей соседних деревень и починков).
В разное время многие выдающиеся люди России являлись владельцами села.
В 1797 года Погост являлся вотчиной фельдмаршала Н. В. Репнина, полководца и дипломата, после его кончины, переходит уже к роду Волконских. Следующим владельцем в 1809 году становится Сергей Григорьевич Волконский. В 1825 году он передает права наследования своей супруге Марии Николаевне, которая отправляется за своим мужем в сибирскую ссылку. А Николо-Погост переходит в управление опекуна ее грудного сына Николая — отца княгини, героя Отечественной войны 1812 года, командира Нижегородского драгунского полка Н. Н. Раевского.
Следующим хозяином села был коллежский асессор князь Василий Николаевич Репнин-Волконский (1806—1880), унаследовавший имение в 1845 году.
Надежда Алексеевна Стенбок-Фермор (Яковлева; 1815—1898) стала владелицей Николо-Погостинской волости после Василия Николаевича. Входила в элиту петербургской придворной знати. Династия заводчиков Яковлевых считалась одной из богатейших в Российской империи, и владела двумя десятками заводов в разных губерниях.
Следующим владельцем стал Владимир Анатольевич Барятинский. Русский генерал от инфантерии, генерал-адъютант, состоящий обер-гофмейстером при дворе императрицы Марии Федоровны и бывший шефом пятой роты лейб гвардии четвертого стрелкового полка.
Последней владелицей считается княгиня Анна Владимировна Щербатова (Барятинская; 1879—1942). Фрейлина двух императриц: Марии Фёдоровны, матери Николая II, и Александры Фёдоровны, его жены. Была замужем за князем Павлом Борисовичем Щербатовым, полковником лейб-гвардии Гусарского полка, бывшего адъютантом великого князя Николая Николаевича.

## Население
| 2002 | 2010 |
| ---- | ---- |
| 109  | ↘101 |

## Русская православная церковь

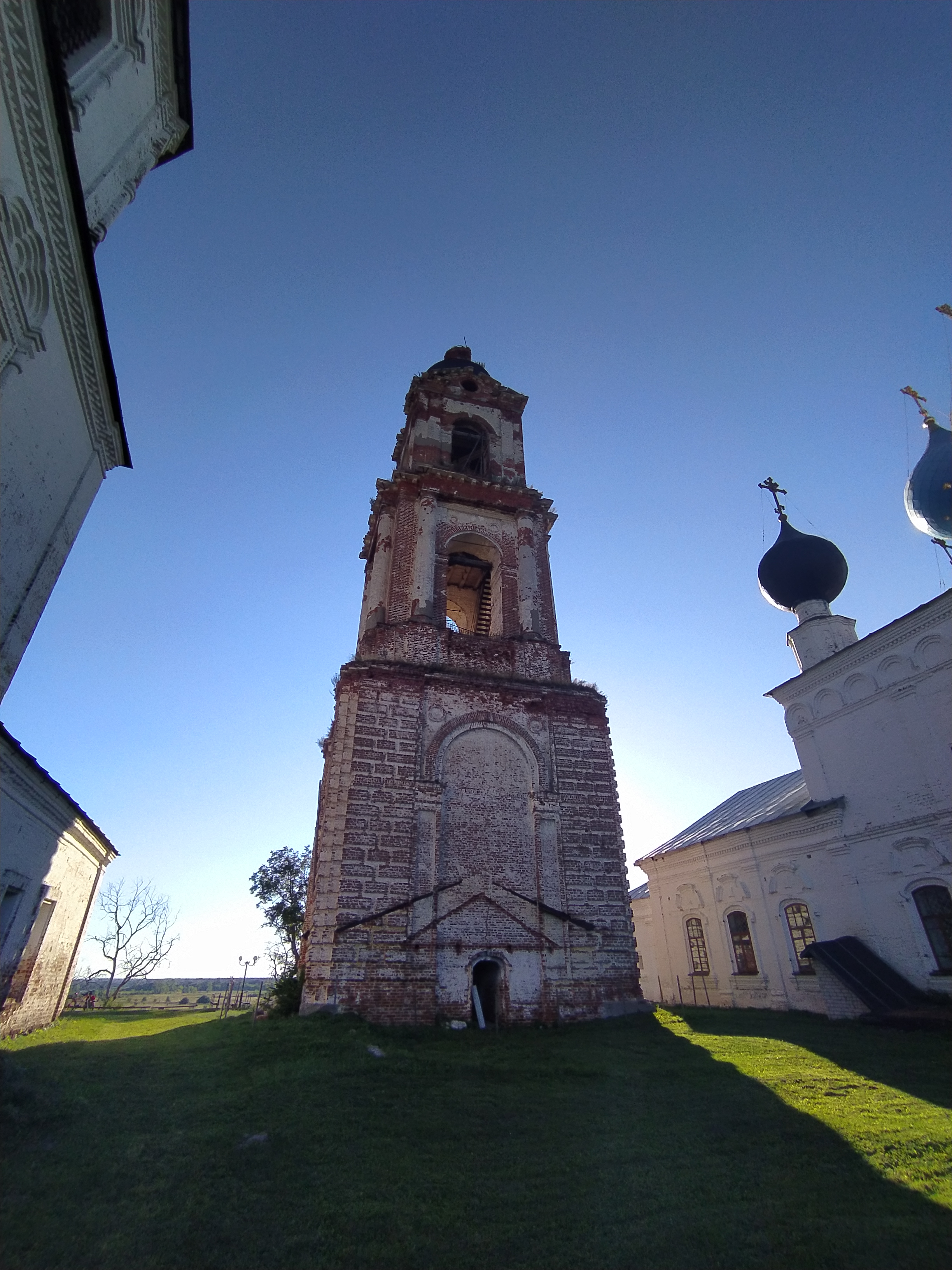
Колокольня в с. Николо-Погост

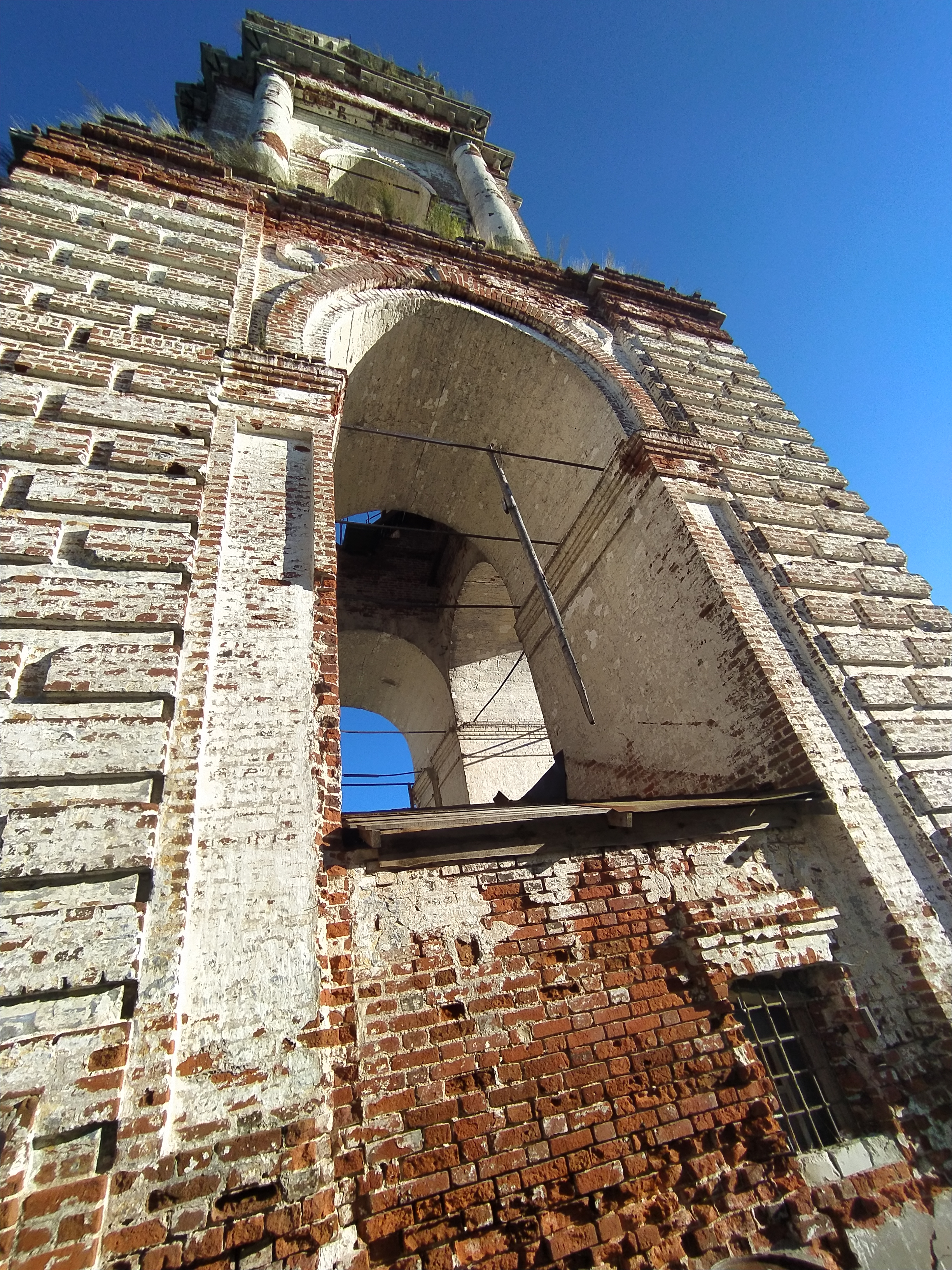
Колокольня: Базарная улица, 14А, Николо-Погост, Городецкий район, Нижегородская область

Церковь Спаса Преображения. В марте 1752 года в селе Николо-Погост старосты церкви Преображения Гаврила Голованов и Максим Скрыпин заключают договор с купцом Михаилом Осиповичем Иноземцевым на изготовление 60 тыс. штук кирпича для строительства церкви. Работы нужно было закончить летом того же года и зимой перевезти кирпич через Волгу. В случае, если Иноземцев не сможет выполнить условий, он обязался купить кирпич на свои деньги. То есть работы по возведению каменной холодной церкви были начаты весной 1753 года. Строительство велось целиком на средства прихожан. Главный престол церкви был освящен в 1760 году, о чем сообщают адрес-календари Нижегородской епархии за 1888 год и 1904 год. По документам 1832 года, в трапезной был также придел Святого Николая Чудотворца (в память о древней деревянной церкви). Церковь упоминается в выписи из писцовых книг Балахнинского уезда 1591 года. В ней упоминается «Погост Никольский с деревянной клетской церковью Николая Чудотворца».
Храм в честь Владимирской Иконы Божьей Матери был выстроен как зимний храм рядом с «холодной» Спасо-Преображенской в 1788 году. Камень для гранитных полов был привезен из Рима. Церковь выделяется декоративными элементами в стиле провинциального барокко.
Колокольня, пристроенная двумя годами позднее, уже приобретает явные черты классицизма. На колокольне были установлены 5 колоколов. Самый крупный из колоколов весил 700 пудов (~11.5 тонн). Сохранились также сведения о другом колоколе, весом в 560 пудов (~9 тонн), отливавшемся в 1860 году в овраге возле деревни Бурково. По тогдашним воспоминаниям местных жителей звон самого большого колокола был таким, что его было слышно даже в Нижнем Новгороде. В 1937 году из за анонимного доноса о присутствии в колоколах серебра все колокола, за исключением одного, были пущены на переплавку, при этом при спуске сброшенный с высоты одиннадцатитонный колокол наполовину ушел в землю. Колокольня до сих пор является самой высокой постройкой села, хорошо видная издали. Она представляет собой отдельно стоящее сооружение на квадратном основании со стороной в 12,8 м. Стены и внутренние поверхности арок выложены из большемерного красного керамического кирпича. Карнизы из цементных плит. К восточной стороне к колокольне примыкала деревянная конюшня и погреб. Ранее на колокольне был шпиль, но РПЦ, которой колокольня была передана еще в 1990х годах, за ним не ухаживала, и он обрушился. Около храма частично сохранилась каменная ограда с коваными решётками, созданная в XIX веке. В храме сохранились уникальные пятиметровые иконы, которых больше нет нигде в епархии.
В 1963 году при составлении первичной учетной документации уже замечено плохое состояние колокольни и храма: «имеется вертикальная трещина в стене алтаря, кровля проржавела и частично была сорвана ветром, глава и крест отсутствуют».
Церковь иконы Божией Матери «Всех Скорбящих Радость» (кладбищенская) находится в самой середине кладбища на самой окраине Николо-Погоста, была построена в 1814 году. Внутри на стенах до сих пор можно разглядеть остатки росписей. В данный момент идет активное восстановление церкви.

## Достопримечательности
Усадьба Репниных-Волконских. В реестре загородных усадебных комплексов Нижегородской области описывается как комплекс, в состав которого входят главный дом, людская и парк. Впрочем, у современных исследователей усадьбы нет единого мнения в описании комплекса: главный усадебный дом называют и домом управляющего, и людской.
Владимир Михайлович Кагоров (доцент ННГАСУ), считает, что среди сохранившихся построек усадьбы — дом управляющего и людская. Оба здания являются одноэтажными бревенчатыми срубами с тесовой обшивкой стен, отличающиеся друг от друга по своим размерам. Дом управляющего был в настоящее время надстроен. Сени людской делят дом на две половины, когда-то мужскую и женскую. На восточном фасаде сохранилось крыльцо с фронтоном. Четырехскатная кровля людской изначально была покрыта тёсом. Древнюю обшивку обе постройки сохранили. Не изменили свою классицистическую шестичастную расстекловку и заполнение оконных проемов строений, и характерные для позднего классицизма наличники.
В середине XIX века усадьба состояла из барского дома, соединённого переходом с конторой управляющего, где во второй половине дома была кухня и жила прислуга, конюшенный двор, где размещалась и псарня с огромным количеством породистых собак, которые после революции разбежались по округе от голода, каретная и много других хозяйственных построек. 1/3 из них размещалась под откосом. Заботливость хозяев проявилась в организации обширных подземных складов под домами.
Барский дом являлся типичным образцом дворянской архитектуры той эпохи. Двухэтажное деревянное здание (вверху мезонин), внутри оштукатуренное, с замысловатым расположением комнат и отделкой. Потолок был украшен бордюром из лепнины, а центр потолка под люстрой отличался еще более изящным украшением. На стенах живопись, рисованная по штукатурке, а в высоком зале на стенах, специальные углубления, отделанные лепниной для художественных картин. Мебель тонкой работы имела свой стиль и цвет для каждой комнаты.
Рядом с барской усадьбой была разбита липовая аллея, часть которой сохранилась до наших дней. Напротив барского дома был пруд, а под горой, на Никольском озере были устроены купальни.

## Галерея

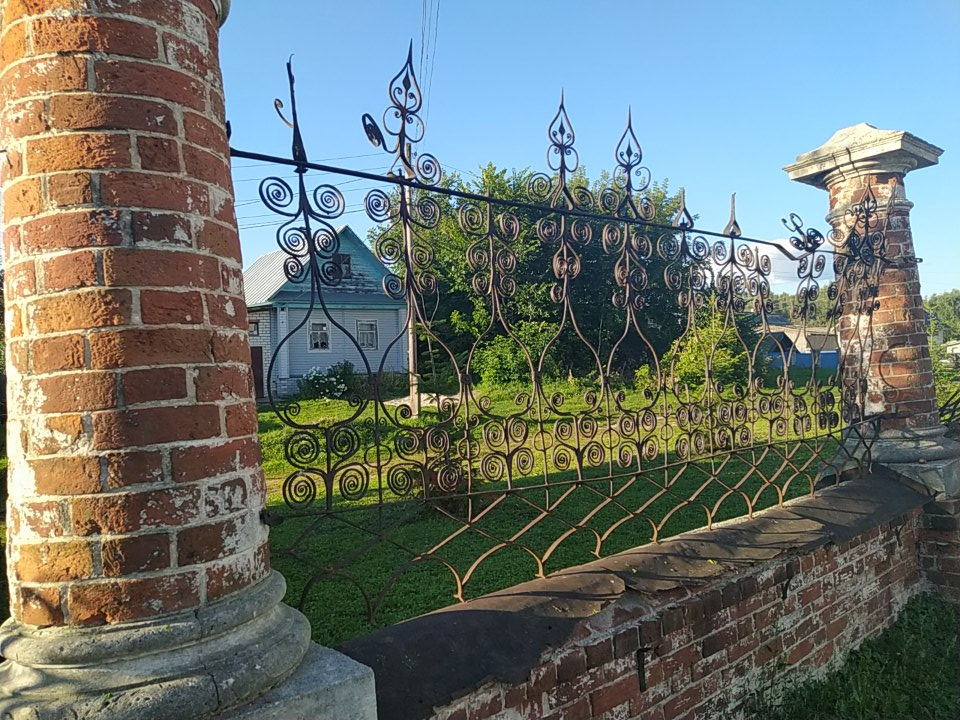
Каменная ограда храма с коваными решётками
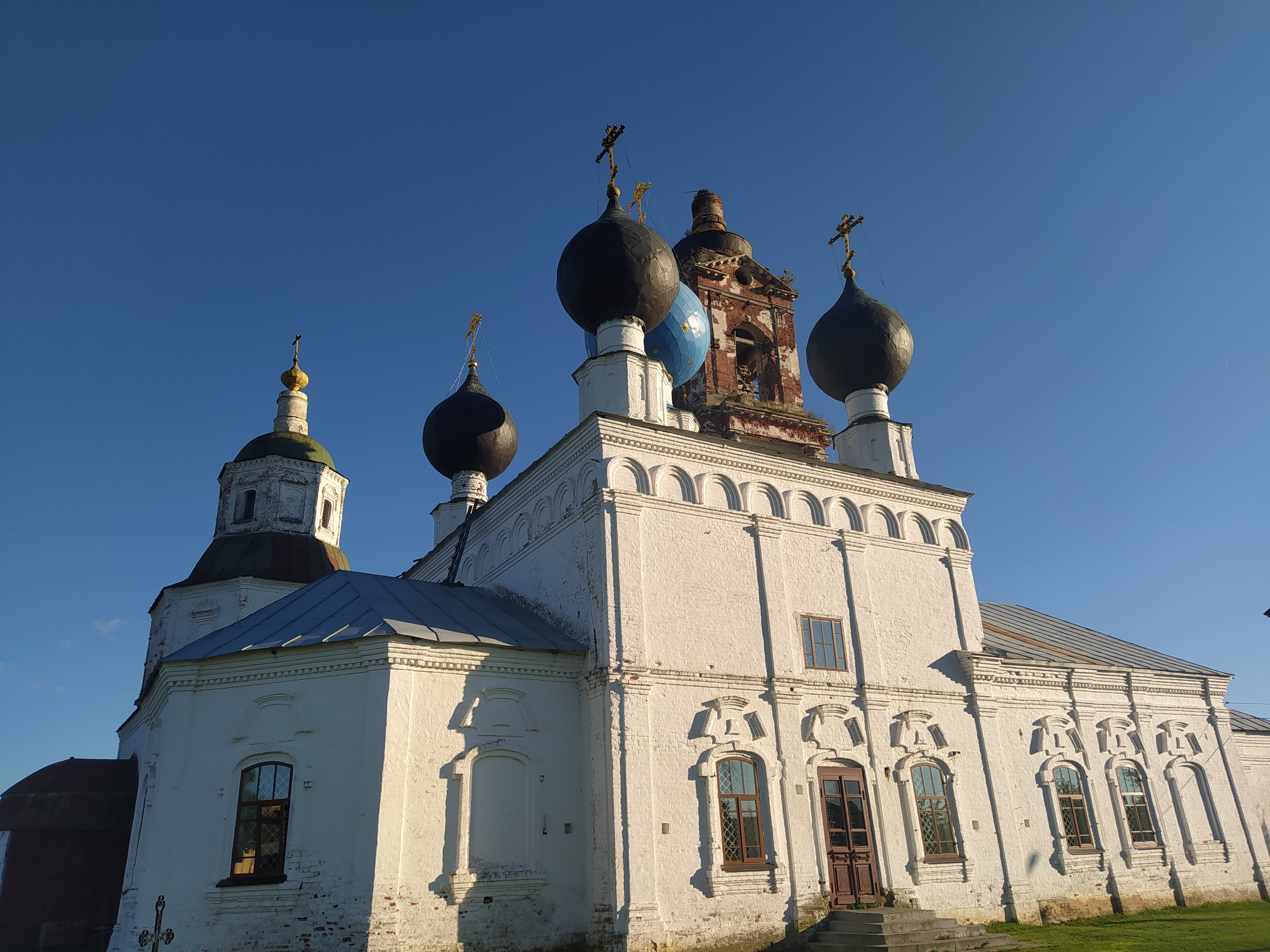
Церковь Владимирской Иконы Божьей Матери
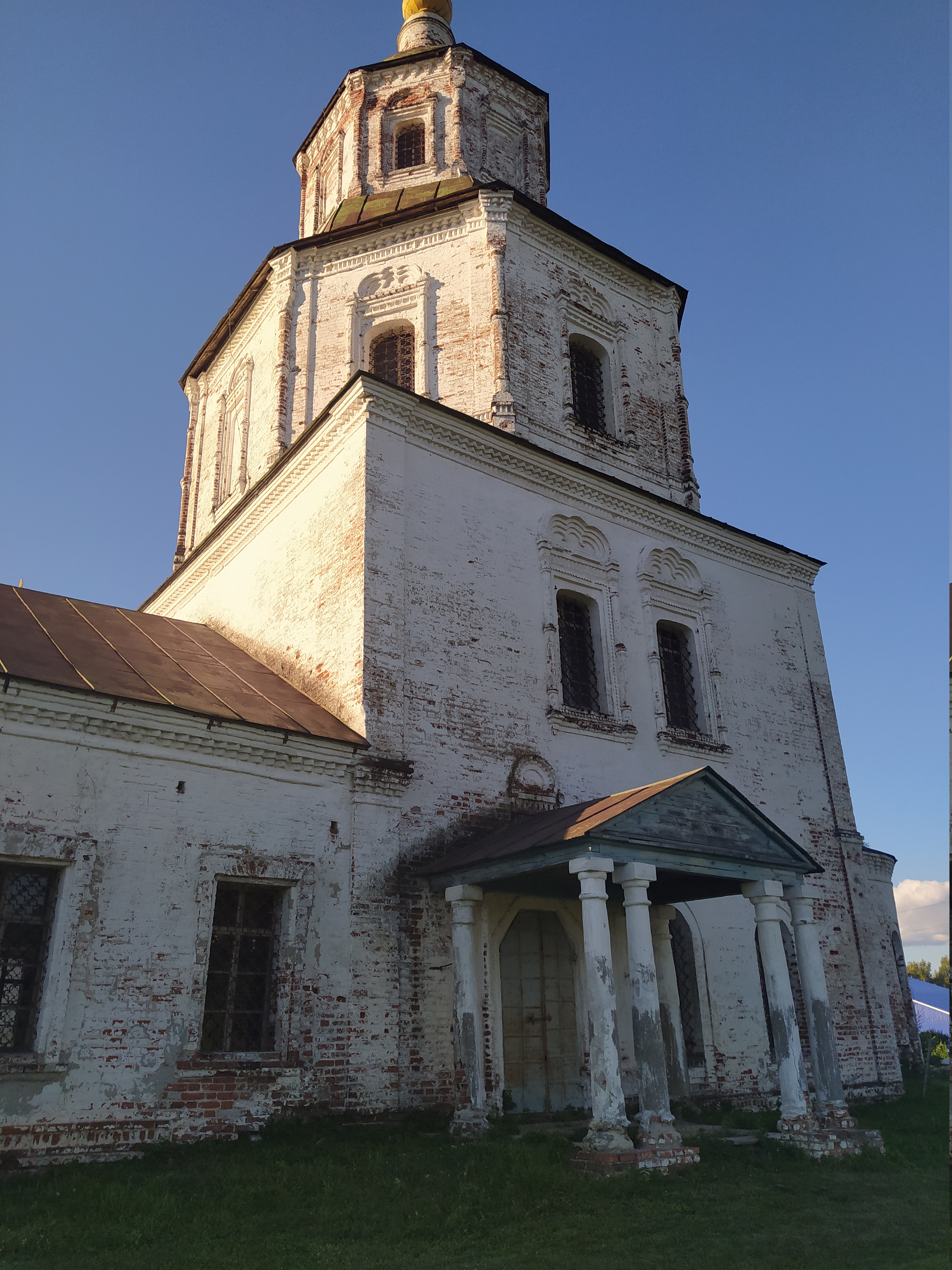
Церковь Спаса Преображения
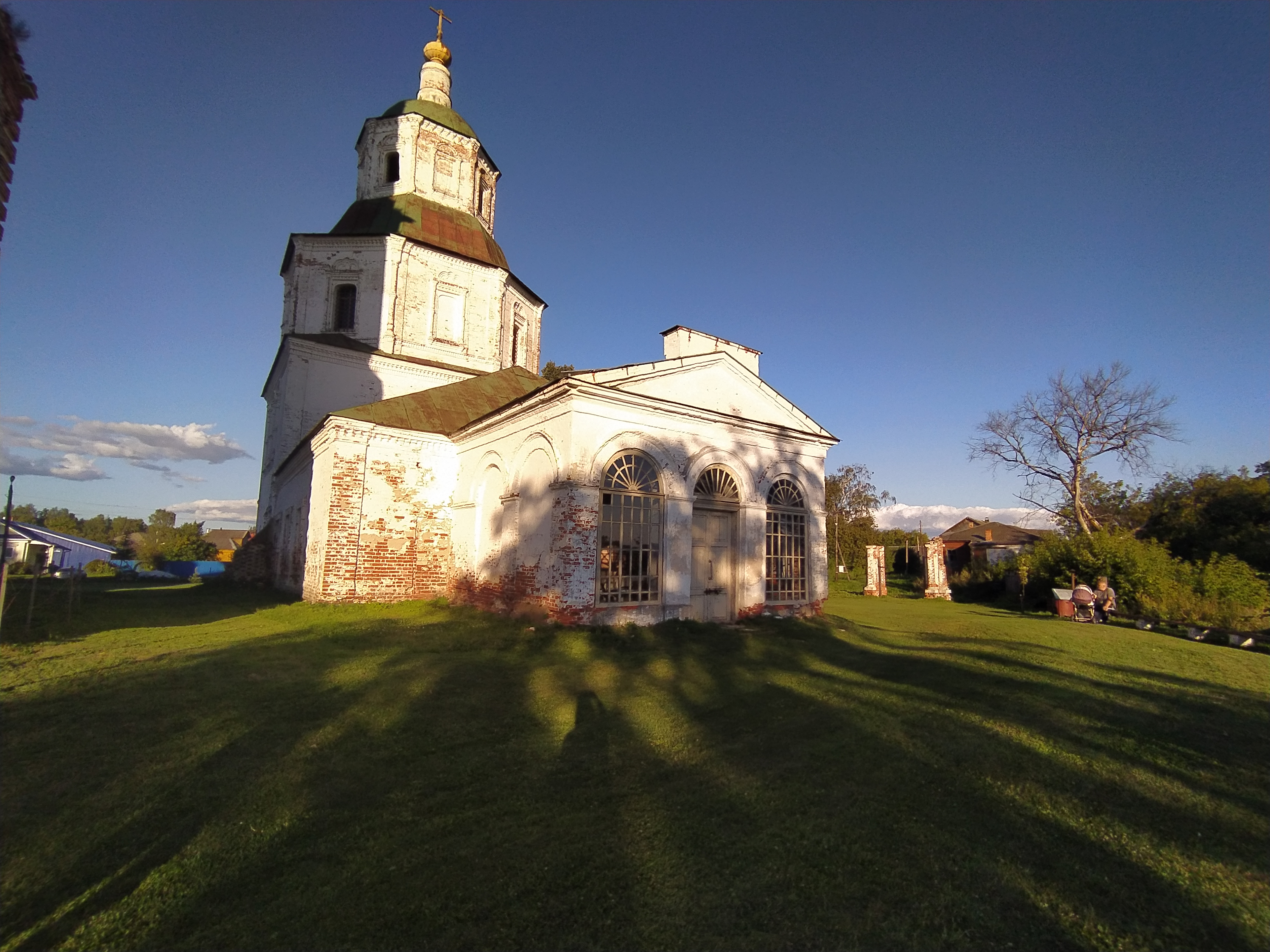
Церковь Стаса Преображения юго-восточная сторона
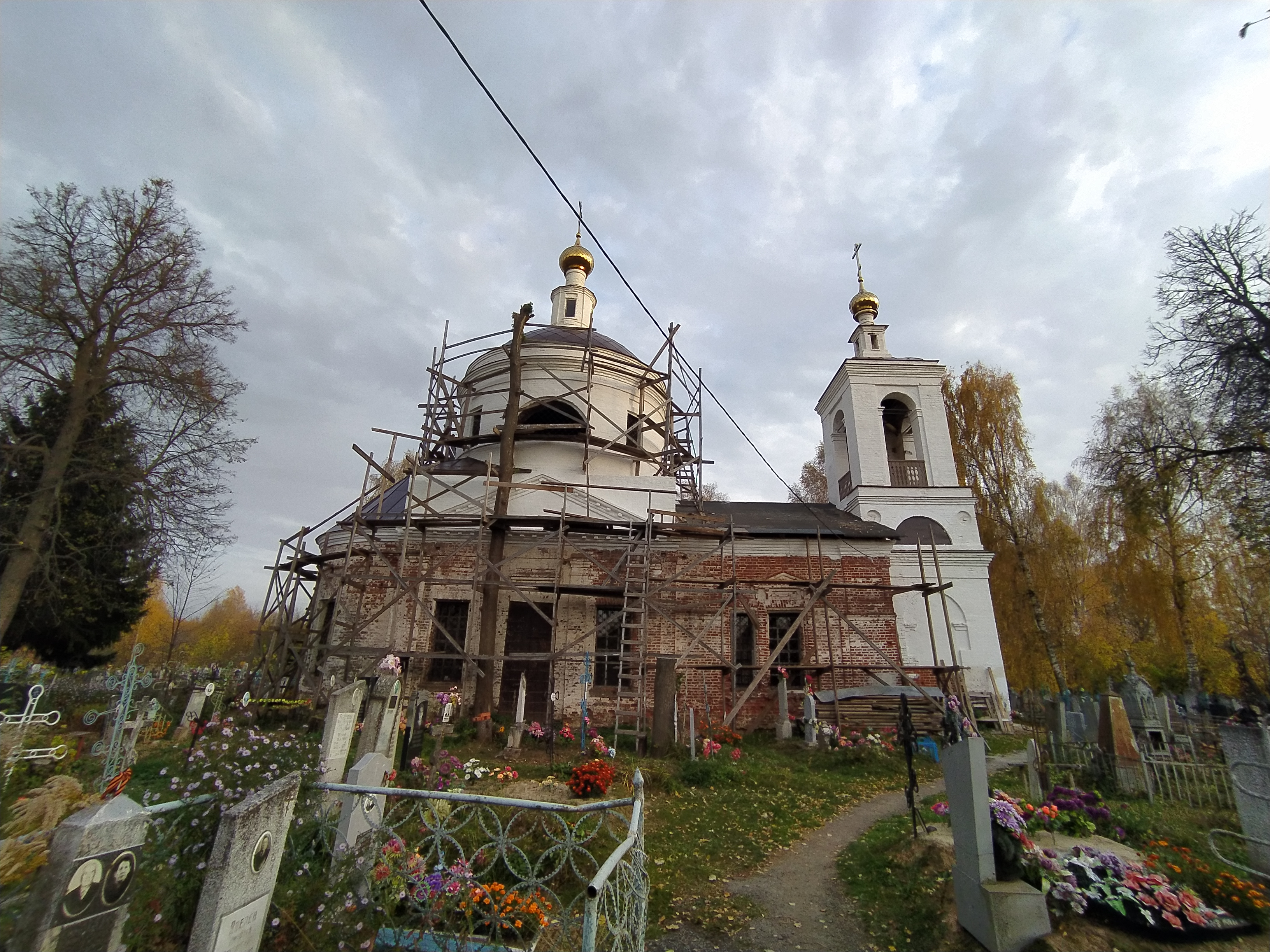
Церковь иконы Божьей Матери «Всех СКорбящих Радость»
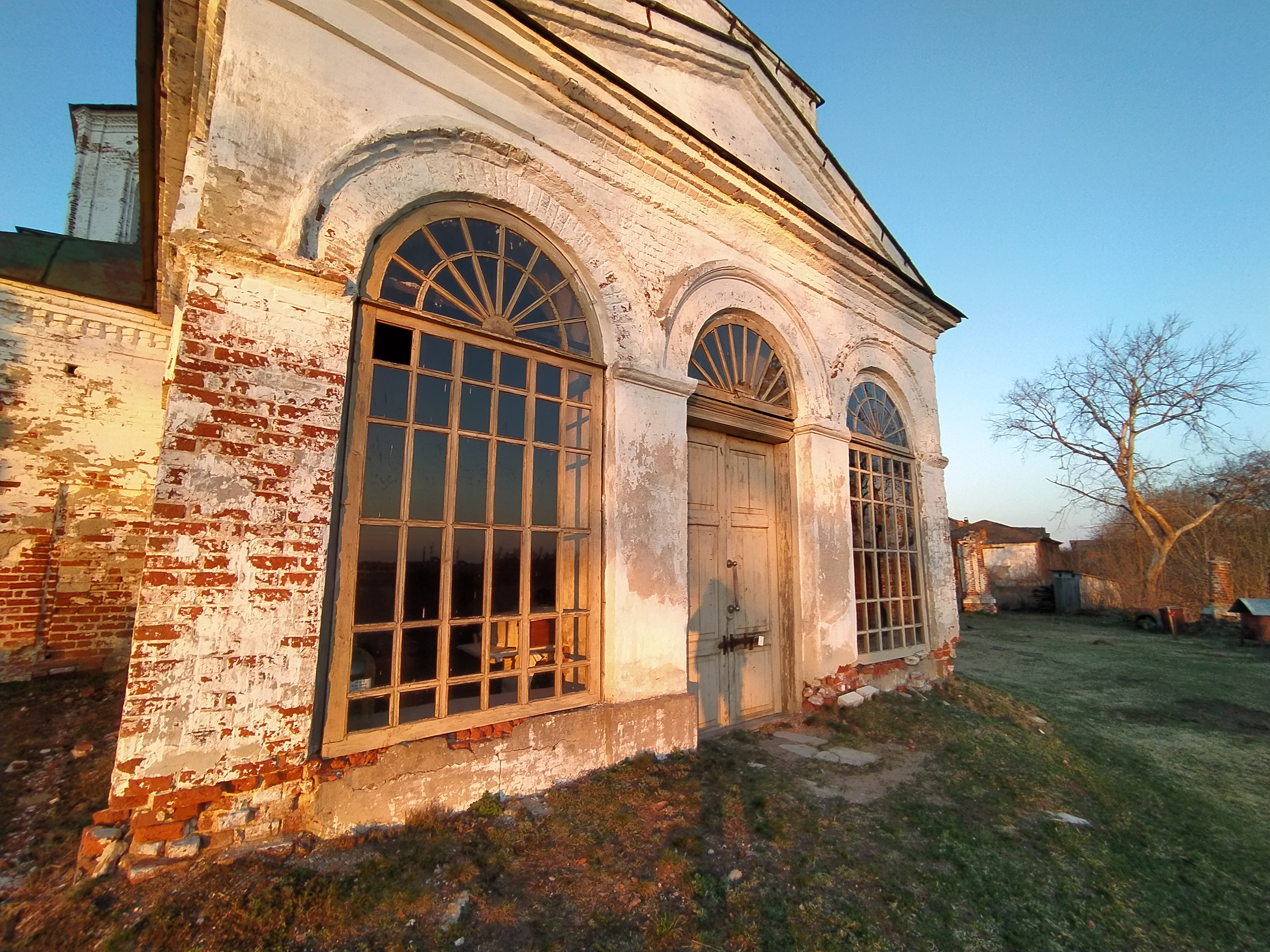
Витражи церкви Спаса Преображения
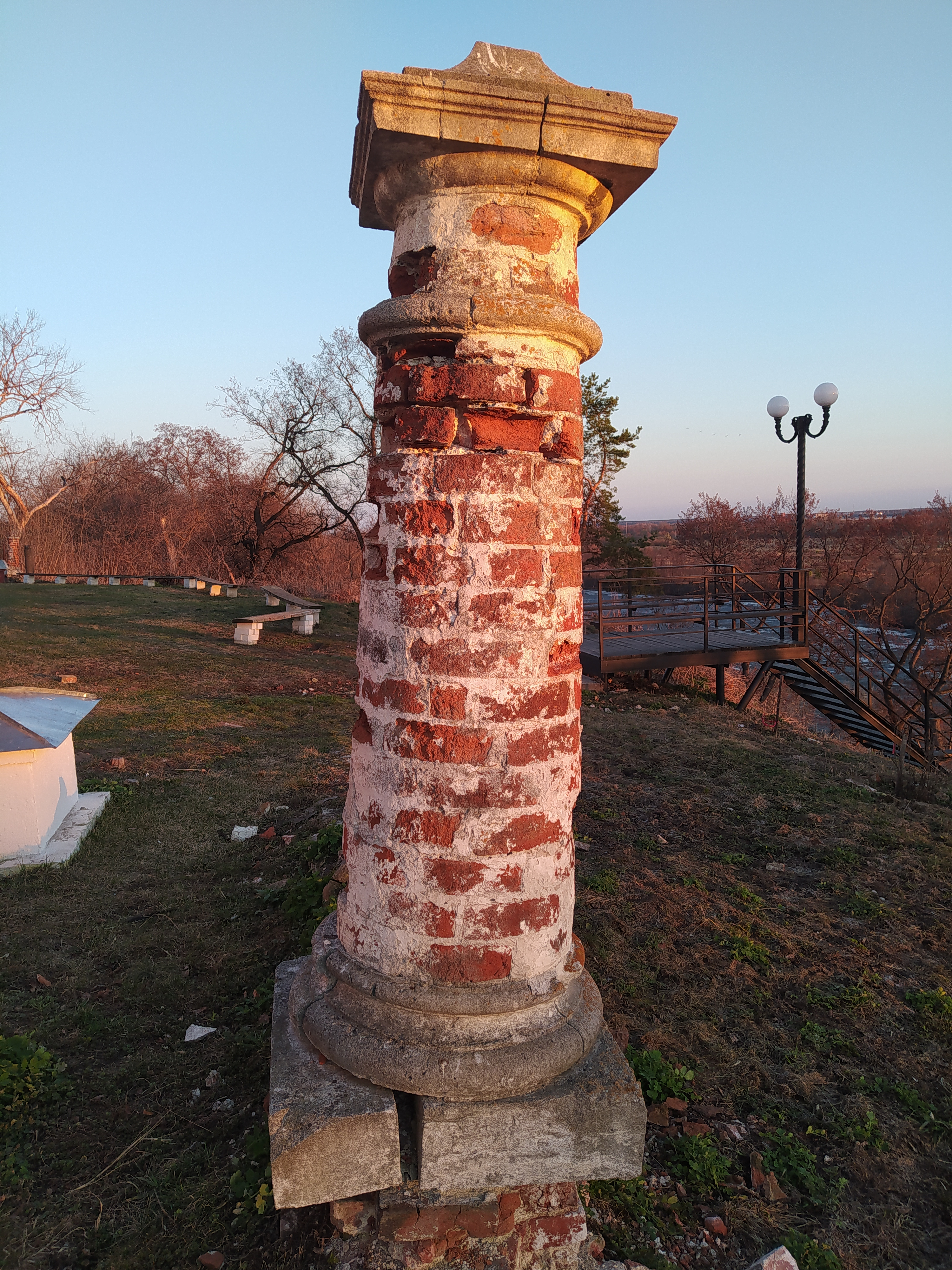
Элемент ограды ансамбля церквей
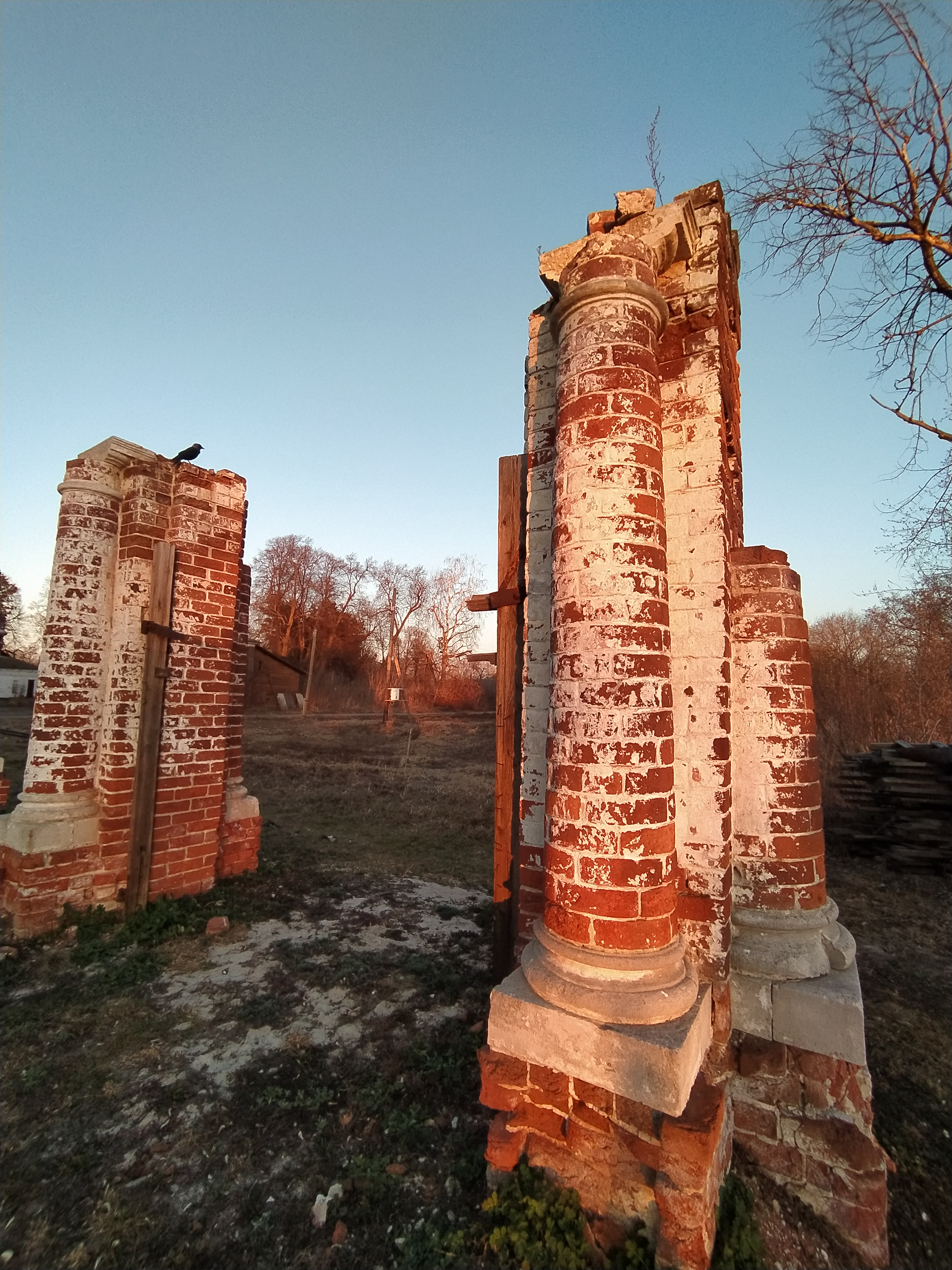
Элементы восточных ворот ограды Николо Погост